# Wolfberger
Wolfberger est une coopérative viticole alsacienne dont l'histoire remonte à 1902 avec le regroupement de vignerons autour des caves d'Eguisheim et de Dambach-la-Ville.

## Histoire

### De 1902 à 1972
Au début du XXe, le vignoble alsacien est en crise. L'Alsace appartient à l'Allemagne et la production privilégie le volume à la qualité. De plus, le phylloxéra ainsi que le mildiou ont causé des ravages dans le vignoble qui est réduit à 7 500 ha en Alsace jusqu'en 1918 contre 30 000 ha en 1828. C'est dans ce contexte que des vignerons alsaciens se regroupent autour des caves d'Eguisheim et de Dambach-la-Ville en 1902 pour produire des vins de haute qualité. Pour permettre ce regroupement, les caves se dotent de 60 foudres en chêne de Hongrie, ce qui représente une capacité de production de 5 000 hl. Jusqu'en 1945, la coopérative se structure et se professionnalise tout en résistant aux deux guerres mondiales et aux changements de nationalité successifs. 
L'année 1945 marque un tournant dans l'histoire de la coopérative qui remporte une médaille d'or pour un pinot gris, alors appelé « tokay d'Alsace », au Concours général agricole de Paris. Durant les années 1950, la coopérative s'agrandit et se structure. En 1955, les vignerons adhérents acceptent d'apporter la totalité de leur vendange à la coopérative. En 1959, une nouvelle cave coopérative est construite à Orschwihr.

### De 1972 à 1991
L'année 1972 est capitale dans l'histoire de Wolfberger, et de la viticulture alsacienne, car la coopérative mène les premiers essais de prise de mousse de vins d'Alsace. Ainsi, grâce à l'aide d'une coopérative champenoise, Wolfberger crée le premier vin effervescent alsacien qui aboutit, en 1976, à un décret autorisant la création de l'appellation d'origine contrôlée crémant d'Alsace.
C'est en 1976 que la coopérative crée sa propre marque éponyme pour commercialiser ses crémants d'Alsace brut, rosé et riesling. Tout au long des années 1970, la coopérative mise sur la qualité et l'innovation de ses produits grâce à ses vignerons adhérents. Ainsi, en 1978, des raisins vendangés en novembre donnèrent naissance aux premiers vins vendanges tardives qui apparaissent officiellement en 1984 avec, en plus, la mention sélection de grains nobles. Jusqu'au début des années 1990, la coopérative, ainsi que sa marque, n'ont de cesse de se développer avec de nouveaux points de vente et de nouveaux produits.

### Depuis 1992
Wolfberger poursuit son développement et compte, en 2021, 420 vignerons adhérents de la coopérative et plus de 1200 ha de vignoble. La gamme de produits proposés se développe et se compose de Vins, Crémants et Eaux-de-Vie d'Alsace. La coopérative, à travers les produits de sa marque, est aussi plus représentée dans les milieux des professionnels de la restauration avec qui elle travaille quotidiennement. Elle ira jusqu'à élaborer des recettes spécifiques pour les bars, les chefs, les pâtissiers et les chocolatiers.
Wolfberger a annoncé la création d'un conservatoire des variétés rhénanes à Colmar pour 2021. Achevé fin avril 2021, ce conservatoire ampélographique rassemble 4300 plants de variétés alsaciennes sur 65 ares.
En janvier 2024, Wolfberger et Bestheim annoncent un projet de fusion de leurs activités, le nouvel ensemble devant représenter 17 % des surfaces viticoles d'Alsace avec 625 exploitants,.

## Produits

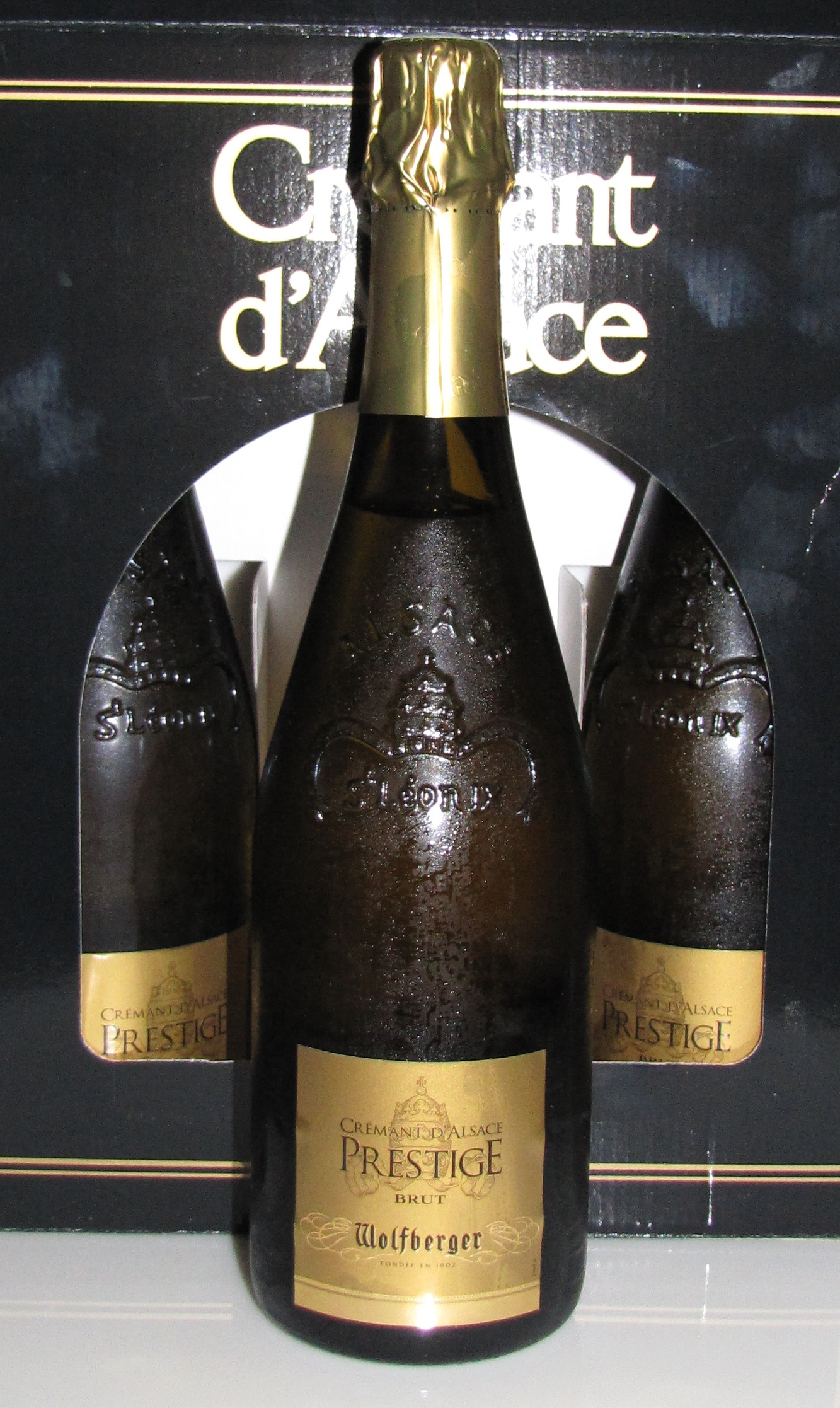
Crémant d'Alsace Wolfberger Prestige.

### Vins d'Alsace
La coopérative Wolfberger propose des vins disposant de l'Appellation d'Origine Contrôlée Alsace et produits à partir des sept cépages alsaciens (gewurztraminer, pinot Gris, pinot blanc, pinot noir, riesling, sylvaner et muscat d'Alsace). Elle produit également des vins à partir de lieux-dits produisant des vins d'appellation alsace grand cru qui incluent : Rangen, Pfersigberg, Eichberg, Kirchberg-de-barr, Steinert, Ollwiller, Steingrubler, Mandelberg, Hatschbourg, Hengst, Florimont, Pfingstberg, Spiegel, Muenchberg, et Frankstein.
En Alsace, il existe 51 grands crus cultivés dans des zones géographiques bien délimitées. Ces grands crus ne peuvent être cultivés qu'à partir de quatre cépages que sont le pinot gris, le muscat, le riesling et le gewurztraminer. La coopérative produit aussi des vins présentant les mentions vendanges tardives ou sélection de grains nobles. Dans les deux cas, les vins sont issus de raisins présentant une pourriture noble issue de Botrytis cinerea. Enfin, certains des vins proposés sont élaborés à partir de raisins issus de l'agriculture biologique FR-BIO-01, avec 53 ha en bio.

### Crémant d'Alsace
Wolfberger produit et commercialise aussi des crémants d'Alsace AOC. Ces derniers sont généralement produits à partir de pinot blanc, riesling ou encore pinot gris. Certains d'entre eux peuvent cependant être élaborés à partir de pinot noir, pour les rosés et blancs de noir, ou de chardonnay, seul cépage non alsacien disposant de l'AOC crémant d'Alsace.
50 % des crémants de la coopérative sont commercialisés dans le réseau de la grande distribution, 40 % partent à l’export et 10 % sont distribués dans le circuit traditionnel.

### Eaux-de-Vie et Liqueurs
En plus des vins et des crémants, Wolfberger produit aussi des Eaux-de-Vie et Liqueurs. Ces dernières vont des eaux-de-vie traditionnelles, comme la Mirabelle ou la Framboise, aux liqueurs innovantes comme la gamme des liqueurs NEO et la Fleur de Bière.